# Rhinichthys atratulus
Rhinichthys atratulus es una especie de peces de la familia de los Cyprinidae en el orden de los Cypriniformes.

## Morfología
Los machos pueden llegar alcanzar los 12,4 cm de longitud total.

## Alimentación
Come insectos acuáticos

## Hábitat
Es un pez de agua dulce y de clima templado.

## Distribución geográfica
Se encuentran en Norteamérica.